# Hiraea crassipes
Hiraea crassipes är en tvåhjärtbladig växtart som beskrevs av Adrien Henri Laurent de Jussieu. Hiraea crassipes ingår i släktet Hiraea och familjen Malpighiaceae. Inga underarter finns listade i Catalogue of Life.